# Filosofia do suicídio
Na ética e em outros ramos da filosofia, o suicídio coloca questões difíceis, respondidas de forma diferente por vários filósofos. O ensaísta, romancista e dramaturgo francês Albert Camus (1913-1960) começou seu ensaio filosófico O Mito de Sísifo com a famosa frase "Existe apenas um problema filosófico verdadeiramente sério e esse é o suicídio".

## Argumentos contra o suicídio
A opinião filosófica comum do suicídio desde a modernização refletiu uma disseminação nas crenças culturais das sociedades ocidentais de que o suicídio é imoral e antiético. Um argumento popular é que muitas das razões para cometer suicídio – como depressão, dor emocional ou dificuldades econômicas – são transitórias e podem ser melhoradas pela terapia e por mudanças em alguns aspectos da vida de alguém. Um adágio comum no discurso em torno da prevenção do suicídio resume essa visão: "O suicídio é uma solução permanente para um problema temporário". No entanto, o argumento contra isso é que, embora a dor emocional possa parecer transitória para a maioria das pessoas, em outros casos pode ser extremamente difícil ou mesmo impossível de resolver, mesmo por meio de aconselhamento ou mudança de estilo de vida, dependendo da gravidade da aflição e da capacidade da pessoa. para lidar com sua dor. Exemplos disso são doenças incuráveis ou doenças mentais ao longo da vida.

### Absurdismo
Camus viu o objetivo do absurdismo em estabelecer se o suicídio é uma resposta necessária a um mundo que parece ser mudo tanto na questão da existência de Deus (e, portanto, o que tal existência pode responder) e para nossa busca por significado e propósito no mundo. Para Camus, o suicídio era a rejeição da liberdade. Ele achava que fugir do absurdo da realidade para ilusão, religião, ou morte não é a saída. Em vez de fugir da falta de sentido da vida, devemos abraçar a vida com paixão.
O existencialista Sartre descreve a posição de Meursault, o protagonista de O Estrangeiro de Camus que é condenado à morte, da seguinte forma:
"O homem absurdo não se suicidará; quer viver, sem renunciar a nenhuma de suas certezas, sem futuro, sem esperança, sem ilusões... e também sem resignação. Ele encara a morte com atenção apaixonada e esse fascínio o liberta. Ele experimenta a "irresponsabilidade divina" do condenado."

### Aristóteles
Aristóteles em sua 'discussão de coragem, sustenta que cometer suicídio para evitar a dor ou outras circunstâncias indesejáveis é um ato covarde. Em um capítulo posterior da Ética a Nicômaco, ele argumenta ainda que o suicídio é ilegal e é um ato cometido contra os interesses do Estado.'

### Filosofia de inspiração cristã
A teologia cristã quase universalmente condena o suicídio como sendo um crime contra Deus. G. K. Chesterton chama o suicídio de "o mal supremo e absoluto, a recusa de se interessar pela existência". Ele argumenta que uma pessoa que se mata, no que lhe diz respeito, destrói o mundo inteiro (aparentemente repetindo exatamente a visão Maimonides').

## Posições neutras e situacionais

### Utilitarismo
Utilitarismo pode ser usado como justificativa ou como argumento contra o suicídio. Por exemplo, por meio do cálculo hedonista de Jeremy Bentham, pode-se concluir que, embora a morte de uma pessoa deprimida encerre seu sofrimento, a família e os amigos da pessoa também podem sofrer, e sua dor pode superar a liberação da depressão do indivíduo por meio do suicídio.

## Argumentos permissíveis ao suicídio

### Idealismo
Heródoto escreveu: "Quando a vida é tão pesada, a morte se torna para o homem um refúgio procurado". Schopenhauer afirmou: "Eles nos dizem que o suicídio é o maior ato de covardia... que o suicídio é errado; quando é bastante óbvio que não há nada no mundo ao qual todo homem tenha um título mais incontestável do que sua própria vida e pessoa"."
Schopenhauer também abordou argumentos contra o suicídio. “Que um homem que não deseja mais viver para si mesmo deva continuar vivendo apenas como uma máquina para outros usarem é uma exigência extravagante.”